# Appenzell Inner-Rhoden
Appenzell Inner-Rhoden (alemany; en francès Appenzell Rhodes-Intérieures, en italià Appenzello Interno) és un cantó de Suïssa. Limita al nord amb el cantó d'Appenzell Ausser-Rhoden i al sud amb el cantó de Sankt Gallen. És el segon cantó més petit de Suïssa,
La superfície és de 173 km². El pic de Säntis és una de les atraccions principals del cantó.

## Història
En 1513 el cantó d'Appenzell es va unir a la confederació Suïssa, com a tretzè cantó. El 1597 el cantó es dividí en dos semicantons, a causa de les diferències religioses: d'una part del semi-cantón d'Appenzell Inner-Rhoden (catòlic) i de l'altra el Cantó d'Appenzell Ausser-Rhoden (protestant).
La constitució fou introduïda en 1872.

## Economia
Les principals activitats agrícoles del cantó són: el pasturatge i la ramaderia
Entrades (en milions de CHF): 646 fr

## Política
Els ciutadans del cantó, es reuneixen plegats en una de les places d'Appenzell l'últim diumenge del mes d'abril per a fer la Landsgemeinde (assemblea general). Allí les persones naturals (suïssos) voten per a elegir llurs representants al parlament cantonal.
El cantó d'Appenzell Inner-Rhoden és un dels més endarrerits en l'àmbit polític, ja que el 1990 les dones encara no podien votar. Només després d'una votació federal aconseguiren el reconeixement d'aquest dret.

## Municipis
El cantó està dividit en districtes en comptes de municipis, que equivalen a les comunes dels altres cantons suïssos. Els sis districtes són:
- Appenzell
- Schwende
- Rüte
- Schlatt-Haslen
- Gonten
- Oberegg